# Storbritanniens Grand Prix 2025
Storbritanniens Grand Prix 2025, officiellt Formula 1 Qatar Airways British Grand Prix 2025, var ett Formel 1-lopp som kördes den 6 juli 2025 på Silverstone Circuit i Storbritannien. Det var det tolfte loppet ingående i Formel 1-säsongen 2025 och kördes över 52 varv.

## Ställning i mästerskapet före loppet
| Pos. | Förare          | Poäng |
| ---- | --------------- | ----- |
| 1 ▬  | Oscar Piastri   | 216   |
| 2 ▬  | Lando Norris    | 201   |
| 3 ▬  | Max Verstappen  | 155   |
| 4 ▬  | George Russell  | 146   |
| 5 ▬  | Charles Leclerc | 119   |

| Pos. | Konstruktör       | Poäng |
| ---- | ----------------- | ----- |
| 1 ▬  | McLaren-Mercedes  | 417   |
| 2 ▬  | Ferrari           | 210   |
| 3 ▬  | Mercedes          | 209   |
| 4 ▬  | Red Bull          | 162   |
| 5 ▬  | Williams-Mercedes | 55    |

- Notering: Endast de fem bästa placeringarna i vardera mästerskap finns med på listorna.

## Kvalet
Kvalet kördes den 5 juli 2025, klockan 15:00 lokal tid (UTC+1), och fastställde startordningen för loppet.
| Pos.                    | Nr. | Förare            | Konstruktör                  | Kvaltider | Kvaltider | Kvaltider | Start- grid |
| Pos.                    | Nr. | Förare            | Konstruktör                  | Q1        | Q2        | Q3        | Start- grid |
| ----------------------- | --- | ----------------- | ---------------------------- | --------- | --------- | --------- | ----------- |
| 1                       | 1   | Max Verstappen    | Red Bull Racing-Honda RBPT   | 1:25.886  | 1:25.316  | 1:24.892  | 1           |
| 2                       | 81  | Oscar Piastri     | McLaren-Mercedes             | 1:25.963  | 1:25.316  | 1:24.995  | 2           |
| 3                       | 4   | Lando Norris      | McLaren-Mercedes             | 1:26.123  | 1:25.231  | 1:25.010  | 3           |
| 4                       | 63  | George Russell    | Mercedes                     | 1:26.236  | 1:25.637  | 1:25.029  | 4           |
| 5                       | 44  | Lewis Hamilton    | Ferrari                      | 1:26.296  | 1:25.084  | 1:25.095  | 5           |
| 6                       | 16  | Charles Leclerc   | Ferrari                      | 1:26.186  | 1:25.133  | 1:25.121  | 6           |
| 7                       | 12  | Kimi Antonelli    | Mercedes                     | 1:26.265  | 1:25.620  | 1:25.374  | 101         |
| 8                       | 87  | Oliver Bearman    | Haas-Ferrari                 | 1:26.005  | 1:25.534  | 1:25.471  | 182         |
| 9                       | 14  | Fernando Alonso   | Aston Martin Aramco-Mercedes | 1:26.108  | 1:25.593  | 1:25.621  | 7           |
| 10                      | 10  | Pierre Gasly      | Alpine-Renault               | 1:26.328  | 1:25.711  | 1:25.785  | 8           |
| 11                      | 55  | Carlos Sainz Jr.  | Williams-Mercedes            | 1:26.175  | 1:25.746  | N/A       | 9           |
| 12                      | 22  | Yuki Tsunoda      | Red Bull Racing-Honda RBPT   | 1:26.275  | 1:25.826  | N/A       | 11          |
| 13                      | 6   | Isack Hadjar      | Racing Bulls-Honda RBPT      | 1:26.177  | 1:25.864  | N/A       | 12          |
| 14                      | 23  | Alexander Albon   | Williams-Mercedes            | 1:26.093  | 1:25.889  | N/A       | 13          |
| 15                      | 31  | Esteban Ocon      | Haas-Ferrari                 | 1:26.136  | 1:25.950  | N/A       | 14          |
| 16                      | 30  | Liam Lawson       | Racing Bulls-Honda RBPT      | 1:26.440  | N/A       | N/A       | 15          |
| 17                      | 5   | Gabriel Bortoleto | Kick Sauber-Ferrari          | 1:26.446  | N/A       | N/A       | 16          |
| 18                      | 18  | Lance Stroll      | Aston Martin Aramco-Mercedes | 1:26.504  | N/A       | N/A       | 17          |
| 19                      | 27  | Nico Hülkenberg   | Kick Sauber-Ferrari          | 1:26.574  | N/A       | N/A       | 19          |
| 20                      | 43  | Franco Colapinto  | Alpine-Renault               | 1:27.060  | N/A       | N/A       | PL3         |
| 107 %-gränsen: 1:31.898 |     |                   |                              |           |           |           |             |
| Källor:                 |     |                   |                              |           |           |           |             |

Noter
- ^1  – Kimi Antonelli fick tre platsers nedflyttning för att ha orsakat en kollision med Max Verstappen vid Österrikes Grand Prix.
- ^2  – Oliver Bearman fick tio platsers nedflyttning för att ha brutit med föreskrifter vid rödflagg under det tredje träningspasset.[4]
- ^3  – Franco Colapinto kvalade på 20:e plats, men fick starta loppet från depån för att ha överskridit sin kvot av power unit-delar, samt bytt dessa under parc fermé.[5]

## Loppet
Loppet kördes den 6 juli 2025, klockan 15:00 lokal tid (UTC+1), och kördes över 52 varv.
| Pos.    | Nr. | Förare            | Konstruktör                  | Varv | Tid/Bröt         | Placering | Poäng |
| ------- | --- | ----------------- | ---------------------------- | ---- | ---------------- | --------- | ----- |
| 1       | 4   | Lando Norris      | McLaren-Mercedes             | 52   | 1:37:15.735      | 3         | 25    |
| 2       | 81  | Oscar Piastri     | McLaren-Mercedes             | 52   | +6.812           | 2         | 18    |
| 3       | 27  | Nico Hülkenberg   | Kick Sauber-Ferrari          | 52   | +34.742          | 19        | 15    |
| 4       | 44  | Lewis Hamilton    | Ferrari                      | 52   | +39.812          | 5         | 12    |
| 5       | 1   | Max Verstappen    | Red Bull Racing-Honda RBPT   | 52   | +56.781          | 1         | 10    |
| 6       | 10  | Pierre Gasly      | Alpine-Renault               | 52   | +59.857          | 8         | 8     |
| 7       | 18  | Lance Stroll      | Aston Martin Aramco-Mercedes | 52   | +1:00.603        | 17        | 6     |
| 8       | 23  | Alexander Albon   | Williams-Mercedes            | 52   | +1:04.135        | 13        | 4     |
| 9       | 14  | Fernando Alonso   | Aston Martin Aramco-Mercedes | 52   | +1:05.858        | 7         | 2     |
| 10      | 63  | George Russell    | Mercedes                     | 52   | +1:10.674        | 4         | 1     |
| 11      | 87  | Oliver Bearman    | Haas-Ferrari                 | 52   | +1:12.095        | 18        |       |
| 12      | 55  | Carlos Sainz Jr.  | Williams-Mercedes            | 52   | +1:16.592        | 9         |       |
| 13      | 31  | Esteban Ocon      | Haas-Ferrari                 | 52   | +1:17.301        | 14        |       |
| 14      | 16  | Charles Leclerc   | Ferrari                      | 52   | +1:24.477        | 6         |       |
| 15      | 22  | Yuki Tsunoda      | Red Bull Racing-Honda RBPT   | 51   | +1 varv          | 11        |       |
| DNF     | 12  | Kimi Antonelli    | Mercedes                     | 23   | Kollisionsskador | 10        |       |
| DNF     | 6   | Isack Hadjar      | Racing Bulls-Honda RBPT      | 17   | Kollision        | 12        |       |
| DNF     | 5   | Gabriel Bortoleto | Kick Sauber-Ferrari          | 3    | Olycka           | 16        |       |
| DNF     | 30  | Liam Lawson       | Racing Bulls-Honda RBPT      | 0    | Kollision        | 15        |       |
| DNS     | 43  | Franco Colapinto  | Alpine-Renault               | 0    | Växellåda        | PL1       |       |
| Källor: |     |                   |                              |      |                  |           |       |

Noter
- ^1  – Franco Colapinto startade inte loppet på grund av problem med växellådan.

## Ställning i mästerskapet efter loppet
| Pos. | Förare          | Poäng |
| ---- | --------------- | ----- |
| 1 ▬  | Oscar Piastri   | 234   |
| 2 ▬  | Lando Norris    | 226   |
| 3 ▬  | Max Verstappen  | 165   |
| 4 ▬  | George Russell  | 147   |
| 5 ▬  | Charles Leclerc | 119   |

| Pos. | Konstruktör       | Poäng |
| ---- | ----------------- | ----- |
| 1 ▬  | McLaren-Mercedes  | 460   |
| 2 ▬  | Ferrari           | 222   |
| 3 ▬  | Mercedes          | 210   |
| 4 ▬  | Red Bull          | 172   |
| 5 ▬  | Williams-Mercedes | 59    |

- Notering: Endast de fem bästa placeringarna i vardera mästerskap finns med på listorna.